# مرلین دیاز
مرلین دیاز (انگلیسی: Marylin Díaz؛ زادهٔ ۱۸ نوامبر ۱۹۹۱) بازیکن فوتبال اهل مکزیک است.
از باشگاه‌هایی که در آن بازی کرده‌است می‌توان به اف سی کانزاس سیتی و باشگاه فوتبال اونیورسیداد ناسیونال اشاره کرد.
وی همچنین در تیم‌های ملی فوتبال Mexico women's national under-20 football team و زنان مکزیک بازی کرده‌است.